# سرده
سَرده یا جِنس (به لاتین: Genus) یکی از هشت رتبهٔ آرایه‌شناختی در طبقه‌بندی علمی جانداران است.
بسیاری از سرده‌ها خود نیز به زیرسرده‌هایی تقسیم می‌شوند.
«سرده» واژه‌ای فارسی به‌معنی رده و دسته، یا نوع (جمع: انواع) است.
اولین صفت فراگونه‌ای به‌شمار می‌رود که از جنس‌های همسایه به وسیله یک بریدگی مشخص مجزا می‌گردد.
بین افراد یک سرده توان تولیدمثلی مطرح نیست.